# Pulvinaria depressa
Pulvinaria depressa är en insektsart som beskrevs av Hempel 1900. Pulvinaria depressa ingår i släktet Pulvinaria och familjen skålsköldlöss. Inga underarter finns listade i Catalogue of Life.